# TOF-SIMS
ToF-SIMS står för Time-Of-Flight Secondary Ion Mass Spectrometry och är en effektiv analysmetod för undersökningar av ytors sammansättning. Det långa och lite krångliga namnet beskriver metoden där ett masspektrum erhålls genom att mäta tiden det tar för joner som kommer från ytan att flyga genom mätutrustningen. Lite beroende på vilket material det är frågan om så är det området 1–10 nm från ytan som undersöks. Det är alltså frågan om ett mycket tunt lager vid ytan.
Själva ToF-SIMS metoden bygger på att primärjoner skjuts med en jonkanon mot provet i vad som kallas en sputtringsprocess. När jonerna kolliderar med provet överförs jonens rörelseenergi till molekylerna på provets yta. Några får så hög rörelseenergi att de lämnar ytan. ToF-SIMS är alltså per definition en destruktiv metod men eftersom exponeringen är kort och kvantiteterna oftast är mycket små så behöver inte ytans egenskaper förändras mätbart av analysmetoden. 
Med en stark elektrisk puls accelereras de sekundära jonerna så att alla ges samma rörelseenergi. Det är möjligt att bortse från skillnaderna i initial rörelseenergi som jonerna har när de lämnar provet eftersom de inte är av betydande storlek. Sedan mäts tiden det tar för jonerna att färdas mot en detektor och eftersom jonerna har olika massa färdas de naturligtvis olika snabbt där de lätta molekylerna är snabbast och de större långsammare. Det är viktigt att pulsen av primärjoner som skjuts från jonkanonen är kort dels för att ytan på provet inte ska skadas men även för att sekundärjonerna ska lämna ytan i stort sett samtidigt.
På detta sätt går det att få en mycket exakt analys av vikten på de molekyler som finns på ytan. Det är dessutom möjligt att analysera även vilka isotoper som molekylerna består av. Utifrån att vikten på molekylerna är kända är det oftast inte svårt att gissa vilka molekyler som finns på ytan. 
Det finns fyra alternativa varianter på ToF-SIMS-analyser. 
1. Ytspektroskopi kallas även för statisk SIMS och är den vanliga formen där ytan undersöks med stor noggrannhet. Metoden ger detaljerad information om ytans kemiska sammansättning även om koncentrationerna är låga. Hur låga nivåer som kan upptäckas varierar men gränsen ligger på mellan 1 ppb och 1 procent.
2. Avbildande analys är en mikroskopisk metod som ger en avbildning av ytan genom att undersöka en pixel i taget med ToF-SIMS. På så sätt är det möjligt att utifrån en bild av ytan dra slutsatser om dess struktur. Det är möjligt att åstadkomma en upplösning på ca 100 nm.
3. Djupprofilering även kallad dynamisk SIMS använder sig en hög intensitet på jonstrålen. Genom att etsa sig ner på ett kontinuerlig ökande djup är det möjligt att få information om lagren under provets yta. Nackdelen med denna variant jämfört med ytspektroskopi är att det är en förstörande analys.
4. Genom att kombinera de tre metoderna ovan är det möjligt att göra en tredimensionell analys. Upplösningen är dock inte lika bra i z-led som i x- och y-led varför bilden blir ”skev” jämfört med verkligheten.

Det finns ett flertal styrkor med att använda sig av ToF-SIMS men det finns även vissa svagheter. De två främsta är svårigheten att kvantifiera mängden av en molekyl som finns på ytan och att analysen sker i vakuum. Kvantifieringen är problematisk eftersom mängden sekundära joner påverkas av ett flertal andra faktorer än den kvantitativa förekomsten på ytan, främst bindningen mellan molekylerna på ytan. Att utföra analyserna i vakuum ställer till bekymmer när material ska testas som inte i normala fall tål vakuum. Det finns sätt att komma runt detta problem, exempelvis genom att frystorka organiska material för att avlägsna allt vatten.